# Gottlieb Bodmer
Gottlieb Bodmer (Monaco di Baviera, 25 aprile 1804 – Monaco di Baviera, 1837) è stato un litografo tedesco.

## Biografia
Bodmer nacque a Monaco nel 1804. Dipinse per la prima volta ritratti sotto Stieler. Nel 1829 fece la litografia della Madonna di San Sisto, dopo l'incisione di F. Müller, e in seguito due dipinti di H. Hess, Vigilia di Natale, e una piccola pala d'altare; da queste opere è favorevolmente conosciuto. Visitò Parigi e, tornando a Monaco, morì nel 1837.

## Opere
- La partenza del re Otto;
- Re Ludovico I nella sua cerchia famigliare;
- Il cavaliere e il suo amore;
- Il granatiere svizzero.